# Huajintepec
Huajintepec es una localidad del estado mexicano de Guerrero. Es parte del municipio de Ometepec.

## Toponimia
El nombre «Huajintepec» proviene de los términos en náhuatl: huaxin, guaje; tepetl, cerro; co, lugar. Su significado es «cerro de los guajes».

## Demografía
| Gráfica de evolución demográfica |
|                                  |

| Censo | Población |
| ----- | --------- |
| 1900  | 1 150     |
| 1910  | 1 210     |
| 1921  | 1 384     |
| 1930  | 1 176     |
| 1940  | 1 287     |
| 1950  | 1 379     |
| 1960  | 2 120     |
| 1970  | 2 313     |
| 1980  | 2 306     |
| 1990  | 2 451     |
| 2000  | 2 430     |
| 2010  | 2 567     |
| 2020  | 2 443     |